# Операція «Союзницький захисник»
Операція «Союзницький захисник» (англ. «Allied Protector») — друга місія НАТО по боротьбі з піратством біля берегів Африканського рогу та в Аденській затоці, що продовжує роботу першої антипіратської операції НАТО «Союзницький постачальник» і направлена на стримання піратських дій в цьому регіоні та біля берегів Сомалі, дія якої продовжувалась з 24 березня до серпня 2009 року.

## Основні задачі та цілі операції
Після проведення першої операції НАТО по боротьбі з піратством "Союзницький постачальник" і її передачі для подальших дій в руки Європейського союзу у вигляді операції «Атланта» в грудні 2008 року, загроза піратства залишалась такою ж серйозною та зростала, не дивлячись на всі проведені міжнародними організаціями операції. Тому НАТО вирішила продовжити боротьбу за світову безпеку і внести свій вклад і зусилля в боротьбу з піратством. Усвідомивши свою необхідність і важливість в рішенні цієї проблеми, НАТО вирішила продовжувати свою антипіратську діяльність, розпочавши нову операцію по боротьбі з піратством — «Союзницький захисник». Нову операцію проводили кораблі СНМГ-1. На відміну від першої операції, тепер головною ціллю місії став захист від піратських нападів в Аденській затоці і берегів Африканського рогу, їх запобігання або зрив. Операція також містила перше в історії НАТО патрулювання портів Південно-Східної Азії. Але спочатку боротьба з піратством не була основною ціллю місії, суднам НАТО потрібно було тільки захищати кораблі з вантажами на борту до того, як кількість піратських нападів не збільшилась. Групування СНМГ-1 здійснила короткий захід в порт Карачі у Пакистані 26 і 27 квітня 2009 року. Але через раптове зростання кількості піратських нападів НАТО було прийняте рішення скасувати ще два запланованих заходи в порти Австралії і Сінгапура. Саме тоді «Союзницький захисник» став місією, направленою на боротьбу з піратством і вже СНМГ-2 взяла на себе повну відповідальність в Аденській затоці.

## Склад ВМС для операції
Перший етап місії проходив з 24 березня по 29 червня 2009 року. Участь у місії брало групування ВМС СНМГ-1, командувачем якої був контр-адмірал ВМС Португалії Жозе Перейра де Кунья. В складі групування знаходилось п'ять військово-морських кораблів від США, Португалії, Канади, Іспанії, Нідерландів:
- «Корте реаль» (флагман, ВМС Португалії)
- «Хелібертон» (ВМС США)
- «Вінніпег» (ВМС Канади)
- «Блас де Лезо» (ВМС Іспанії)
- «Де Зевен провінсьєн» (ВМС Нідерландів)

Другий етап операції розпочався 29 червня 2009 року і продовжився до серпня. СНМГ-1 передала свої обов'язки Другому постійному угрупуванню ВМС НАТО СНМГ-2. Тепер операція проходила під командуванням коммодора із Великої Британії Стіва Чіка. Склад кораблів включав таку ж кількість кораблів, але вже від Великої Британії, Греції, Туреччини, Італії, та США:
- «Корнуелл» (фрегат F99 ВМС Великої Британії)
- «Наварінон» (фрегат F461 ВМС Греції)
- «Гедіз» (фрегат F495 ВМС Туреччини)
- «Лібеччіо» (фрегат ВМС Італії)
- «Лабун» (есмінець DDG58 ВМС США)[4]

Під час своєї другої місії НАТО запобігла 16 нападам з 37, а також захопила близько 150 підозрюваних у здійсненні піратської діяльності. Підозрювані були допитані, а зброя і численні піратські засоби конфісковані як докази.